# Оже, Атанас
Атана́с Оже́ (фр. Athanase Auger; также аббат Оже; 12 декабря 1734, Париж — 7 февраля 1792, там же) — французский священник, филолог-эллинист и переводчик, преподаватель, научный писатель.
Имел богословское образование, был священником епархии Парижа и мастером искусств, в 1766 году отказался стать агреже изящной словесности в Парижском университете, с 1762 по 1776 год преподавал риторику в королевском колледже Руана и был главным викарием епархии Лескар. В 1766—1767 годах не преподавал: 16 февраля 1766 года стал кюре в Бресе, но уже на следующий день перешёл в Амбриер-ле-Валле, а в 1767 году вернулся к преподаванию риторики в Руане. С 1776 года работал в Париже. В 1781 году стал членом Академии надписей и изящной словесности, также был членом-корреспондентом Академии наук Руана. Был поклонником идей Руссо, в конце жизни поддержал некоторые идеи Великой французской революции, в том числе о расширении возможностей женского образования.
Как филолог-классик занимался переводом и подготовкой изданий произведений древнегреческих и древнеримских ораторов, а также отцов церкви; переводил сочинения Демосфена, Эсхина, Исократа, Лисия, Геродота, Фукидида, Цицерона, Василия Кесарийского, Иоанна Златоуста и многих других. К числу наиболее известных его трудов относятся «Harangues d’Eschine et de Démosthène sur la Couronne» (Руан, 1768) и «De la Constitution des Romains sous les Rois et au temps de la République» (Париж, 1792).